# Vladimir Prifti
Vladimir Prifti (ur. 1 czerwca 1942 w Tiranie, zm. 5 listopada 2023 tamże) – albański reżyser, aktor i scenarzysta filmowy.

## Życiorys
W 1964 ukończył studia w szkole aktorskiej im. Aleksandra Moisiu, działającej przy Teatrze Ludowym w Tiranie. Po studiach rozpoczął pracę jako aktor w Teatrze Ludowym, tam też był asystentem reżysera. Na scenie zadebiutował w roli Koço w dramacie Fytyra e dyte Dritero Agolliego. W 1974 przeszedł do pracy w telewizji albańskiej. Pierwszym filmem, który reżyserował samodzielnie był zrealizowany w 1976 dla telewizji albańskiej Generał martwej armii. Zrealizował 8 filmów fabularnych, do trzech z nich napisał scenariusze. Od 2000 r. zajmuje się głównie filmami dokumentalnymi. Za film Butrinti został wyróżniony X Międzynarodowym Festiwalu Filmów Archeologicznych w Kilonii. Prowadził zajęcia ze studentami Akademii Sztuk w Tiranie i Szkoły Multimedialnej Marubi. W 2023 zasiadał w komisji dokonującej wyboru filmów albańskich ubiegających się o nagrodę Amerykańskiej Akademii Filmowej.
Przez władze Albanii został uhonorowany tytułem Zasłużonego Artysty (alb Artist i merituar). W kwietniu 2012 z rąk prezydenta Bamira Topiego otrzymał order Wielkiego Mistrza (Mjeshter i Madh).

## Filmy fabularne
- 1976: Gjenerali i ushtrisë së vdekur
- 1978: Udha e shkronjave
- 1978: Kur hidheshin themelet
- 1982: Era e ngrohtë e thellësive
- 1985: Kush vdes në këmbë
- 1987: Dhe vjen një ditë
- 1988: Flutura në kabinën time
- 1998: Dasma e Sakos

## Filmy dokumentalne
- 2000: Të bekuarit
- 2001: Ne boten blu lufta vazhdon
- 2002: Butrinti
- 2003: Legjenda e Baltës
- 2005: Rruga Egnatia
- 2017: I ardhur nga ëndrrat